# Каппель (Золотурн)
Каппель (нім. Kappel SO) — громада  в Швейцарії в кантоні Золотурн, округ Ольтен.

## Географія
Громада розташована на відстані близько 55 км на північний схід від Берна, 27 км на північний схід від Золотурна.
Каппель має площу 5,1 км², з яких на 18,3% дозволяється будівництво (житлове та будівництво доріг), 32,9% використовуються в сільськогосподарських цілях, 48,5% зайнято лісами, 0,2% не є продуктивними (річки, льодовики або гори).

## Демографія
2019 року в громаді мешкало 3265 осіб (+11,9% порівняно з 2010 роком), іноземців було 22%. Густота населення становила 640 осіб/км².
За віковим діапазоном населення розподілялося таким чином: 20,7% — особи молодші 20 років, 61,1% — особи у віці 20—64 років, 18,2% — особи у віці 65 років та старші. Було 1404 помешкань (у середньому 2,3 особи в помешканні).
Із загальної кількості 578 працюючих 18 було зайнятих в первинному секторі, 182 — в обробній промисловості, 378 — в галузі послуг.